# Chimopapaina
La chimopapaina è un enzima proteolitico isolato dal latice della Carica papaya.

## Caratteristiche
Differisce dalla papaina nella mobilità elettroforetica, nella solubilità e nella specificità del substrato. 1 mg di chimopapaina equivale a 400 unità, calcolate sulla sostanza secca.
In acqua è più solubile della papaina. È inoltre solubile in soluzioni sature di sodio cloruro a valori di pH superiori a 3. Estremamente stabile a pH bassi, è maggiormente attiva a pH compresi tra 2,5 e 4.
La sostanza, in soluzione neutra, assorbe nell'UV alla lunghezza d'onda di 280 nm.
È usata per la chemionucleolisi, cioè nel trattamento dei dolori sciatici causati da ernia dei dischi intervertebrali a livello lombare. L'enzima attacca la porzione proteoglicanica del nucleo polposo, senza coinvolgere i legamenti e il collagene.
È disponibile sotto forma di polvere da sciogliere ed iniettare direttamente nel nucleo polposo dei dischi intervertebrali.
Circa 30 minuti dopo l'iniezione, la chimopapaina o i suoi metaboliti immunologicamente reattivi si ritrovano nel plasma. La loro concentrazione diminuisce dopo 24 ore.
La soluzione di chimopapaina si inietta direttamente nel disco intervertebrale, dopo anestesia, preferibilmente locale. La dose consigliata è di 2000-4000 unità per ogni disco interessato dall'ernia. La dose massima in un paziente con ernia di più dischi intervertebrali è di 10.000 unità.
L'anafilassi può comparire con una frequenza anche dell'1%: le manifestazioni vanno dall'angioedema all'edema della laringe e al broncospasmo, allo shock e all'arresto cardiaco.
Altri effetti collaterali riscontrabili sono: reazioni allergiche cutanee, spasmi muscolari, paraplegia, mielite trasversa acuta, aracnoidite, emorragia subaracnoidea, embolia polmonare. Possono comparire inoltre reazioni quali cefalea, nausea e vomito, ileo paralitico, ritenzione urinaria, tromboflebiti, parestesie.
L'uso della chimopapaina è controindicato nei pazienti sensibili all'enzima o che siano già stati trattati con essa, nei casi di grave spondilolistesi, di paralisi progressiva, di lesioni della coda equina, di tumori del midollo spinale.
Il rischio di reazioni allergiche associate al trattamento con l'enzima è così elevato che non lo si somministra mai allo stesso paziente per più di una volta.